# Фінал клубного чемпіонату світу з футболу 2011
Фінал Клубного чемпіонату світу з футболу 2011 — фінальний матч Клубного чемпіонату світу з футболу 2011 року, футбольного турніру для клубів-чемпіонів кожної з шести конфередераций ФІФА та чемпіона країни-господарки турніру. Матч пройшов 18 грудня 2011 року на Міжнародному стадіоні у Йокогамі. У ньому зустрілися бразильський «Сантос» (володар Кубка Лібертадорес) та «Барселона» (переможець Ліги чемпіонів).
Матч був оголошений як протистояння між Ліонелем Мессі і 19-річним Неймаром. Мессі виграв дуель, забивши два голи у фіналі і був названий людиною матчу, а також найкращим гравцем турніру.

## Огляд матчу

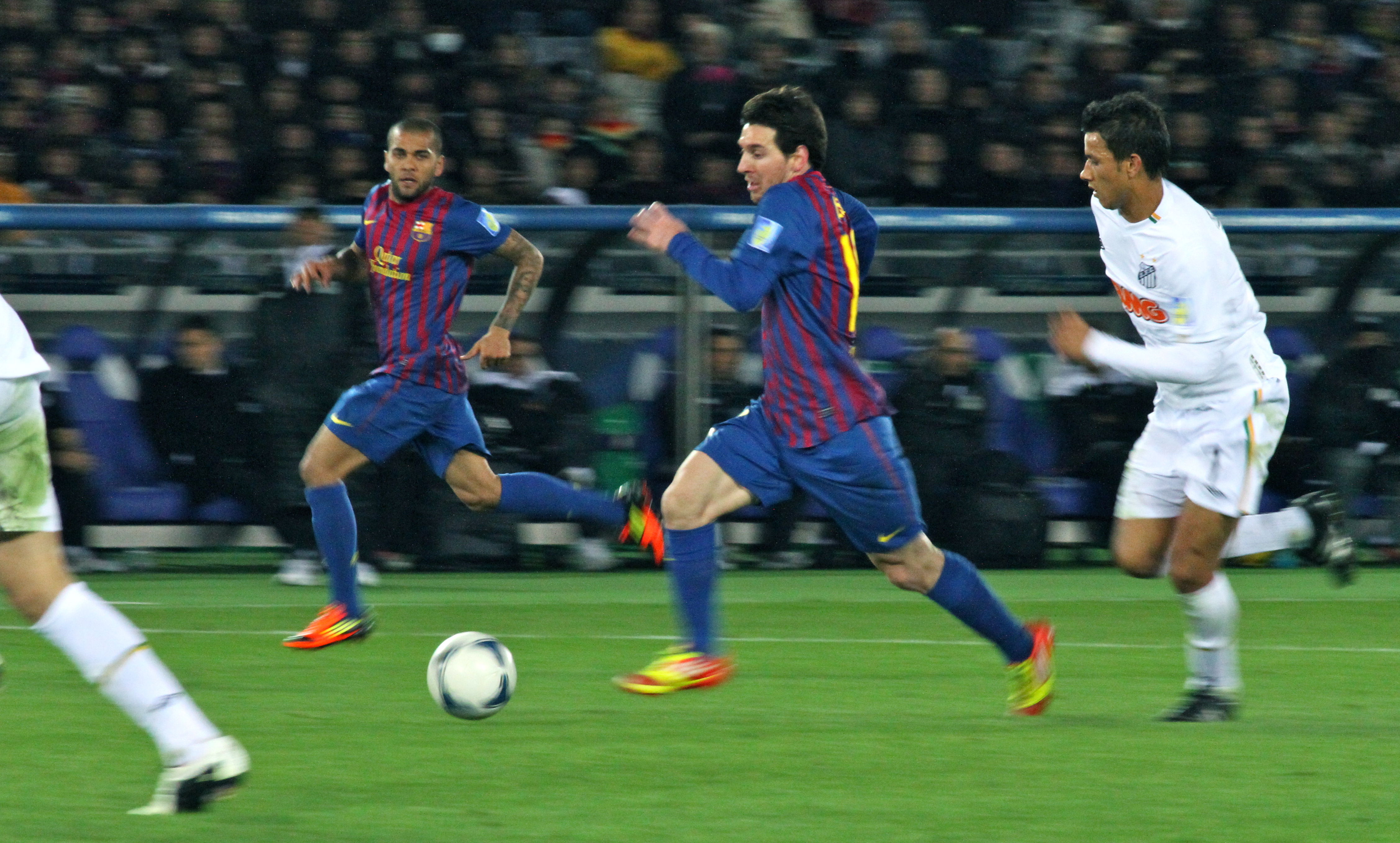
Ліонель Мессі в дії під час матчу.

Барселона втратила Давіда Вілью, який змушений був пропустити фінал після того як він зламав гомілку в півфінальному матчі проти «Аль-Садда».
З самого початку ініціативою заволоділи футболісти «Барселони» і на 17-й хвилині після передачі Хаві рахунок відкрив Ліонель Мессі, а менш ніж через десять хвилин відзначився сам Хаві, подвоївши перевагу своєї команди. За хвилину до кінця першого тайму Сеск Фабрегас довів рахунок до великого — 3:0. У другому таймі хід гри практично не змінився — «Барселона» дещо збавила в атаках, а «Сантос» зрідка намагався створювати небезпечні атаки. Рахунок скоротити бразильцям так і не вдалося, а за кілька хвилин до кінця Мессі забив свій другий гол і встановив остаточний рахунок — 4:0.
Таким чином, був побитий торішній рекорд найбільшої перемоги у фінальному матчі клубного чемпіонату світу. Однак з урахуванням Міжконтинентального кубка рекорд належить південноамериканській команді — 1961 році уругвайський «Пеньяроль» в домашньому матчі розгромив португальську «Бенфіку» з рахунком 5:0. «Барселона» зуміла повторити за різницею м'ячів рекорд для європейських команд — мадридський «Реал» у першому розіграші Міжконтинентального кубка виграв у «Пеньяроля» у домашньому матчі 5:1.

## Матч

### Деталі
| 18 грудня 2011 19:30 |

| Сантос | 0:4  | Барселона                                         |
| ------ | ---- | ------------------------------------------------- |
|        | Звіт | Ліонель Мессі 17', 82' Хаві 24' Сеск Фабрегас 45' |

| Міжнародний стадіон, Йокогама Глядачів: 68 166 Арбітр: Равшан Ірматов |

| Сантос:         |    |                 |     |     |
|                 |    |                 |     |     |
| GK              | 1  | Рафаел Кабрал   |     |     |
| DF              | 2  | Еду Драсена (к) | 74' |     |
| DF              | 4  | Даніло          |     | 31' |
| DF              | 6  | Дурвал          |     |     |
| DF              | 14 | Бруно Родріго   |     |     |
| MF              | 3  | Лео             |     |     |
| MF              | 5  | Ароука          |     |     |
| MF              | 7  | Енріке          |     |     |
| MF              | 10 | Гансо           | 73' | 83' |
| FW              | 9  | Боржес          |     | 79' |
| FW              | 11 | Неймар          |     |     |
| Запасні:        |    |                 |     |     |
| MF              | 8  | Елано           |     | 31' |
| MF              | 18 | Ібсон           |     | 83' |
| MF              | 19 | Алан Кардек     |     | 79' |
| Тренер:         |    |                 |     |     |
| Мурісі Рамальйо |    |                 |     |     |

| Барселона:      |    |                   |     |     |
|                 |    |                   |     |     |
| GK              | 1  | Віктор Вальдес    |     |     |
| DF              | 2  | Дані Алвес        |     |     |
| DF              | 3  | Жерар Піке        | 39' | 56' |
| DF              | 5  | Карлес Пуйоль (к) |     | 85' |
| DF              | 22 | Ерік Абідаль      |     |     |
| MF              | 6  | Хаві Ернандес     |     |     |
| MF              | 8  | Андрес Іньєста    |     |     |
| MF              | 16 | Серхіо Бускетс    |     |     |
| FW              | 4  | Сеск Фабрегас     |     |     |
| FW              | 10 | Ліонель Мессі     |     |     |
| FW              | 11 | Тьяго Алькантара  |     | 79' |
| Запасні:        |    |                   |     |     |
| DF              | 24 | Андреу Фонтас     |     | 85' |
| MF              | 14 | Хав'єр Маскерано  | 71' | 56' |
| MF              | 17 | Педро Родрігес    |     | 79' |
| Тренер:         |    |                   |     |     |
| Хосеп Гвардіола |    |                   |     |     |

### Статистика
| \| \| Сантос \| Барселона \| \| ---------------------- \| ------ \| --------- \| \| М'ячів забито \| 0 \| 4 \| \| Всього ударів \| 8 \| 16 \| \| Ударів в площину воріт \| 3 \| 9 \| \| Володіння м'ячем \| 29% \| 71% \| \| Кутових \| 2 \| 4 \| \| Офсайдів \| 0 \| 6 \| \| Фолів \| 13 \| 13 \| \| Жовтих карток \| 2 \| 2 \| \| Червоних карток \| 0 \| 0 \| | Гравці «Барселони» святкують перемогу на турнірі |           |
| | Сантос                                           | Барселона |
| М'ячів забито | 0                                                | 4         |
| Всього ударів | 8                                                | 16        |
| Ударів в площину воріт | 3                                                | 9         |
| Володіння м'ячем | 29%                                              | 71%       |
| Кутових | 2                                                | 4         |
| Офсайдів | 0                                                | 6         |
| Фолів | 13                                               | 13        |
| Жовтих карток | 2                                                | 2         |
| Червоних карток | 0                                                | 0         |